# Vajrayaksa
 (mars 2014).
Améliorez-le ou discutez des points à vérifier. 

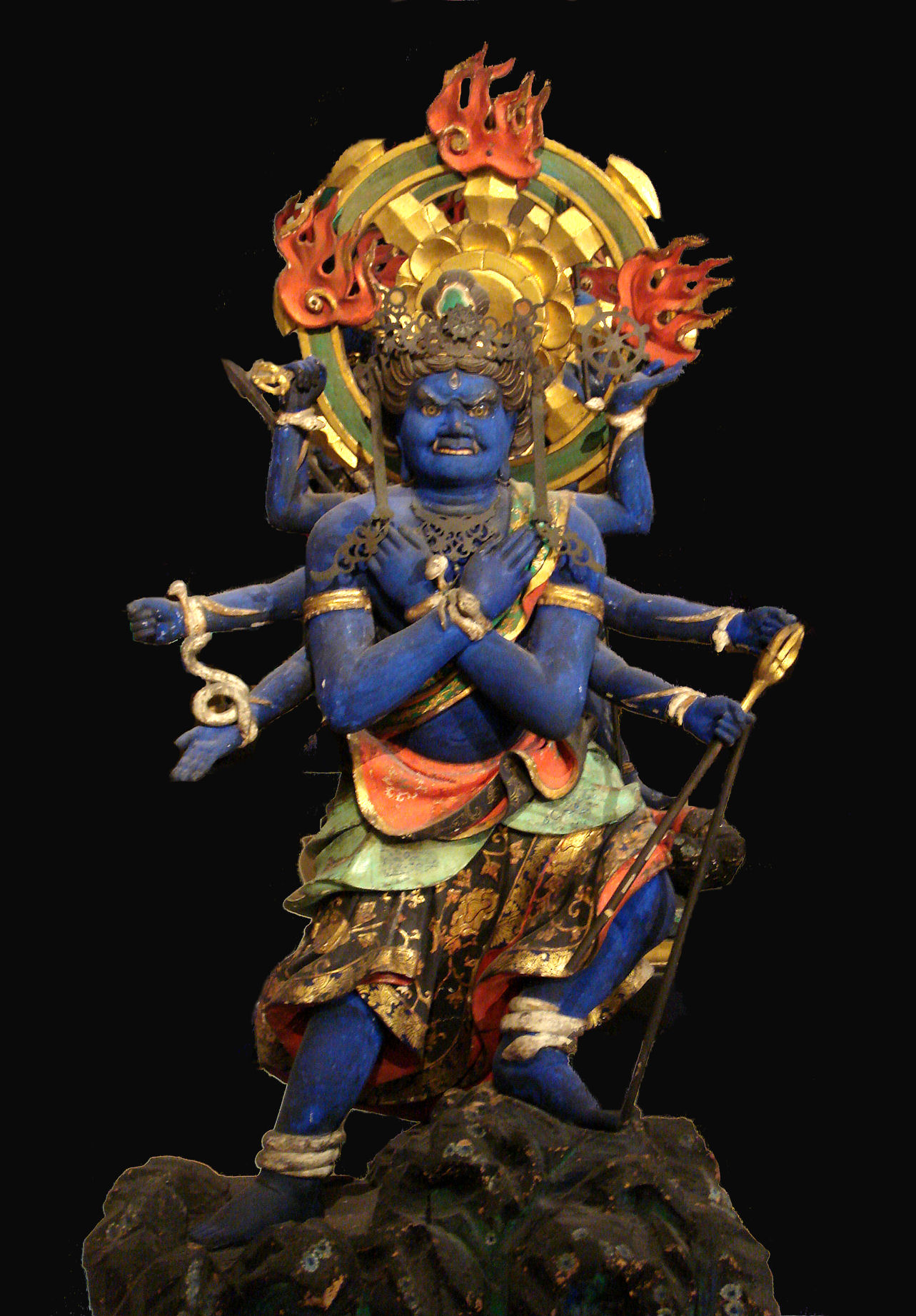
Gundari Myoo.

Kongoyaksha Myoo 金剛夜叉明王, aussi écrit 金剛薬叉明王. Kongoyaksha correspond au Sanskrit Vajrayaksa, c'est une des cinq grands Myoo vidyaraja du bouddhisme japonais et à ce titre il préside le nord dans les  mandalas. Il représente la manifestation irritée du bouddha Fukuujouju 不空成就, Amoghasiddhi un des cinq dhyani bouddhas. Dans le bouddhisme Tendaï cette position est prise par Ucchusma myoo dont le rôle comme purificateur est bien connue au Japon, cette déité étant installée dans les toilettes des temples. De couleur bleu-noir, il est représenté avec trois faces et six bras debout sur un lotus avec une jambe repliée. La figure centrale a cinq yeux, les deux autres faces ont chacune trois yeux. Ses trois mains gauches tiennent respectivement une cloche vajra, un arc et une roue de vajra, les trois de droite, un vajra à cinq pointes, une flèche et une épée. Il est considéré comme le destructeur des folies créées par le désir dans l'esprit humain. Il symbolise la force.